# Gran Premio del Belgio 1968
Il Gran Premio del Belgio 1968 fu una gara di Formula 1, disputatasi il 9 giugno 1968 sul Circuito di Spa-Francorchamps. Fu la quarta prova del mondiale 1968 e vide la vittoria di Bruce McLaren su McLaren-Ford, seguito da Pedro Rodríguez e da Jacky Ickx. Questa fu la prima vittoria che il team di Woking ottenne in Formula 1 e il primo GP in cui venne utilizzato un alettone in gara, portato dalla Ferrari di Chris Amon.

## Qualifiche
| Pos | N. | Pilota               | Costruttore   | Scuderia                              | Tempo  | Distacco |
| --- | -- | -------------------- | ------------- | ------------------------------------- | ------ | -------- |
| 1   | 22 | Chris Amon           | Ferrari       | Scuderia Ferrari SpA SEFAC            | 3:28.6 | -        |
| 2   | 7  | Jackie Stewart       | Matra-Ford    | Matra International                   | 3:32.3 | +3.7     |
| 3   | 23 | Jacky Ickx           | Ferrari       | Scuderia Ferrari SpA SEFAC            | 3:34.3 | +5.7     |
| 4   | 20 | John Surtees         | Honda         | Honda Racing                          | 3:35.0 | +6.4     |
| 5   | 6  | Denny Hulme          | McLaren-Ford  | Bruce McLaren Motor Racing            | 3:35.4 | +6.8     |
| 6   | 5  | Bruce McLaren        | McLaren-Ford  | Bruce McLaren Motor Racing            | 3:37.1 | +8.5     |
| 7   | 14 | Piers Courage        | BRM           | Reg Parnell Racing                    | 3:37.2 | +8.6     |
| 8   | 11 | Pedro Rodríguez      | BRM           | Owen Racing Organisation              | 3:37.8 | +9.2     |
| 9   | 3  | Jo Siffert           | Lotus-Ford    | Rob Walker/Jack Durlacher Racing Team | 3:39.0 | +10.4    |
| 10  | 16 | Brian Redman         | Cooper-BRM    | Cooper Car Company                    | 3:41.4 | +12.8    |
| 11  | 12 | Richard Attwood      | BRM           | Owen Racing Organisation              | 3:45.2 | +16.6    |
| 12  | 15 | Lucien Bianchi       | Cooper-BRM    | Cooper Car Company                    | 3:45.9 | +17.3    |
| 13  | 10 | Jean-Pierre Beltoise | Matra         | Matra Sports                          | 3:52.9 | +24.3    |
| 14  | 1  | Graham Hill          | Lotus-Ford    | Gold Leaf Team Lotus                  | 4:06.1 | +37.5    |
| 15  | 2  | Jackie Oliver        | Lotus-Ford    | Gold Leaf Team Lotus                  | 4:30.8 | +62.2    |
| 16  | 17 | Jo Bonnier           | McLaren-BRM   | Joakim Bonnier Racing Team            | 4:34.3 | +65.7    |
| 17  | 19 | Jochen Rindt         | Brabham-Repco | Brabham Racing Organisation           | 4:46.7 | +78.1    |
| 18  | 18 | Jack Brabham         | Brabham-Repco | Brabham Racing Organisation           | -      | -        |

## Gara
Quando mancano pochi chilometri alla conclusione del GP Jackie Stewart ha un vantaggio di circa mezzo minuto su Bruce McLaren, ma all'inizio dell'ultimo giro rimane senza benzina ed è costretto a rientrare ai box per rifornire: durante la sosta delle noie tecniche gli impediscono di ripartire ed alla fine viene classificato solamente 4°. La vittoria arride quindi a McLaren; completano il podio Pedro Rodríguez e Jacky Ickx, che in questa maniera rocambolesca agguanta il suo primo piazzamento tra i primi tre. Si tratta della prima vittoria del team Mclaren in Formula 1.
| Pos | N. | Pilota               | Costruttore/Motore | Giri | Tempo/Ritiro   | Griglia | Punti |
| --- | -- | -------------------- | ------------------ | ---- | -------------- | ------- | ----- |
| 1   | 5  | Bruce McLaren        | McLaren-Ford       | 28   | 1:40:02.1      | 6       | 9     |
| 2   | 11 | Pedro Rodríguez      | BRM                | 28   | + 12.1         | 8       | 6     |
| 3   | 23 | Jacky Ickx           | Ferrari            | 28   | + 39.6         | 3       | 4     |
| 4   | 7  | Jackie Stewart       | Matra-Ford         | 27   | Fine benzina   | 2       | 3     |
| 5   | 2  | Jackie Oliver        | Lotus-Ford         | 26   | Trasmissione   | 15      | 2     |
| 6   | 15 | Lucien Bianchi       | Cooper-BRM         | 26   | + 2 Giri       | 12      | 1     |
| 7   | 3  | Jo Siffert           | Lotus-Ford         | 25   | Pressione olio | 9       |       |
| 8   | 10 | Jean-Pierre Beltoise | Matra              | 25   | + 3 Giri       | 13      |       |
| Ret | 14 | Piers Courage        | BRM                | 22   | Motore         | 7       |       |
| Ret | 6  | Denny Hulme          | McLaren-Ford       | 18   | Semiasse       | 5       |       |
| Ret | 20 | John Surtees         | Honda              | 11   | Sospensioni    | 4       |       |
| Ret | 22 | Chris Amon           | Ferrari            | 8    | Radiatore      | 1       |       |
| Ret | 16 | Brian Redman         | Cooper-BRM         | 6    | Testacoda      | 10      |       |
| Ret | 12 | Richard Attwood      | BRM                | 6    | Olio           | 11      |       |
| Ret | 18 | Jack Brabham         | Brabham-Repco      | 6    | Acceleratore   | 18      |       |
| Ret | 1  | Graham Hill          | Lotus-Ford         | 5    | Semiasse       | 14      |       |
| Ret | 19 | Jochen Rindt         | Brabham-Repco      | 5    | Motore         | 17      |       |
| Ret | 17 | Jo Bonnier           | McLaren-BRM        | 1    | Ruota          | 16      |       |

## Statistiche

### Piloti
- 4ª e ultima vittoria per Bruce McLaren
- 1° podio per Jacky Ickx
- 10º giro più veloce per John Surtees

### Costruttori
- 1° vittoria per la McLaren
- 50° podio per la BRM
- 2º e ultimo giro più veloce per la Honda
- 100º Gran Premio per la BRM

### Motori
- 8ª vittoria per il motore Ford Cosworth

### Giri al comando
- Chris Amon (1)
- John Surtees (2-10)
- Denny Hulme (11, 15)
- Jackie Stewart (12-14, 16-27)
- Bruce McLaren (28)

## Classifiche Mondiali

### Piloti
| Pos | Pilota               | Punti |
| --- | -------------------- | ----- |
| 1   | Graham Hill          | 24    |
| 2   | Denny Hulme          | 10    |
| 3   | Jim Clark            | 9     |
|     | Bruce McLaren        | 9     |
| 5   | Ludovico Scarfiotti  | 6     |
|     | Pedro Rodríguez      | 6     |
|     | Richard Attwood      | 6     |
| 8   | Lucien Bianchi       | 5     |
| 9   | Jochen Rindt         | 4     |
|     | Jacky Ickx           | 4     |
|     | Brian Redman         | 4     |
| 12  | Chris Amon           | 3     |
|     | Jackie Stewart       | 3     |
|     | Jean-Pierre Beltoise | 3     |
| 15  | Jackie Oliver        | 2     |

### Costruttori
| Pos | Team          | Punti |
| --- | ------------- | ----- |
| 1   | Lotus-Ford    | 29    |
| 2   | McLaren-Ford  | 17    |
| 3   | BRM           | 12    |
| 4   | Cooper-BRM    | 9     |
| 5   | Ferrari       | 7     |
| 6   | Matra-Ford    | 6     |
| 7   | Brabham-Repco | 4     |
| 8   | McLaren-BRM   | 2     |